# Richard Mosse
Richard Mosse (* 1980 in Kilkenny, Irland) ist ein irischer Dokumentar-Fotograf.

## Leben
Mosse machte 2001 einen Bachelorabschluss im Fach Englische Literatur am King’s College London. 2003 wurde er Master of Research am London Consortium im Fach Kulturwissenschaften. 2005 erhielt er ein Postgraduierten-Diplom im Fach Kunst bei Goldsmiths, University of London. Er erhielt zuletzt 2008 den Titel Master of Fine Art (MFA) an der Yale School of Art.
Mosse arbeitete bisher als Fotograf in verschiedenen Krisen- und Kriegsgebieten, so in Pakistan, Haiti und im früheren Jugoslawien. Am bekanntesten sind seine Fotografien aus dem Osten der Demokratischen Republik Kongo, in welchen er mittels Falschfarben-Filmen die Landschaften, die Menschen und den Urwald verfremdete.
Mosse lebt und arbeitet sowohl in New York City als auch in Berlin.

## Ehrungen und Auszeichnungen
- 2006–2008: Leonore Annenberg-Stipendium für die Darstellenden und Visuellen Künste des Walter Annenberg Policy Center der University of Pennsylvania, Philadelphia, Pennsylvania, USA.
- 2011: Guggenheim-Stipendium der John Simon Guggenheim Memorial Foundation.
- 2013: B3 BEN Award "Linear" der B3 Biennale des Bewegten Bildes.
- 2014: Deutsche Börse Photography Foundation Prize.[1]

## Fotobände
- Infra. mit einem Essai von Adam Hochschild. Aperture, New York City 2012, ISBN 978-1-59711-202-4.
- The Enclave. mit einem Essai von Jason Stearns. Aperture, New York City 2013, ISBN 978-1-59711-263-5.

Ergänzungsband
- Jon Holten (Hrsg.): A Supplement to The Enclave. Broken Dimanche Press, Berlin 2014, ISBN 978-3-943196-25-2.

## Filme
- The Enclave, 2012. Der Film ist die Umsetzung eines 16 mm Infrarotfilms in einen HD-Videofilm. Der Film wird als Installation auf zwei Leinwänden in einem dunklen Raum gezeigt. Er wurde als Beitrag Irlands 2012 auf der Biennale di Venezia in Venedig gezeigt.

## Ausstellungen
- Infra. Künstlerhaus Bethanien, Berlin 2012 und 2014 im Indianapolis Museum of Contemporary Art, Indianapolis, Indiana, USA.
- The Enclave. Biennale di Venezia, Venedig 2012 und 2014 an verschiedenen Orten wie Photographers’ Gallery, London; DHC/ART, Montreal, Kanada; Portland Art Museum, Portland, Oregon, USA und Louisiana Museum of Modern Art, Humlebæk, Dänemark.
- Phantoms in the Dirt. Museum of Contemporary Photography, Chicago, Illinois, USA, 2014.
- Second Sight: The David Kronn Collection. Irish Museum of Modern Art, Dublin, Irland, 2014.
- Junge Sammlungen 02, Sammlung von Kelterborn. Weserburg Museum für moderne Kunst, Bremen 2014/2015.
- Spuren der Macht. Art Foyer der DZ-Bank Frankfurt, Frankfurt am Main, 2014.[2]